# Premissa
Una premissa és cadascuna d'ambdues proposicions d'un sil·logisme que donen lloc a la conclusió d'aquest. Les premisses són expressions d'un raonament lògic que afirmen alguna cosa i que poden ser veres o falses. Una suposició prèvia a un raonament és una premissa i, si és tal en la qual es basa tota una ciència aleshores és un axioma.
Una premissa major (que conté el terme major, predicat de la conclusió) i una premissa menor (que conté el terme menor, que fa de subjecte en la conclusió). Per exemple: 
- Tots els mamífers són animals de sang calenta (premissa major).
- Tots els humans són mamífers (premissa menor).
- Per tant, tots els humans són animals de sang calenta (conclusió).

En els raonaments no deductius de caràcter inductiu, la conclusió s'obté per generalització, a partir de diverses premisses particulars. Per exemple, a partir d'una sèrie d'observacions (el coure és un metall i un bon conductor de l'electricitat; el ferro és un metall i un bon conductor de l'electricitat, etc.) es conclou, per inducció, que tots els metalls són bons conductors de l'electricitat.
A vegades, per assolir la conclusió d'un raonament cal usar premisses subsidiàries, és a dir, suposar més informació de la que el raonament té en compte. Per exemple, partir del contrari del que es vol demostrar. Si d'aquest supòsit es demostra un absurd, aleshores es pot afirmar la conclusió sense problemes.